# Major League Baseball Most Valuable Player Award
Major League Baseball Most Valuable Player Award (MVP) – w Major League Baseball (MLB) nagroda nadawana corocznie najbardziej wartościowemu zawodnikowi w American League i w National League. Od 1931 przyznawana przez zrzeszenie dziennikarzy Baseball Writers Association of America (BBWAA). Od 1944 roku nosi nazwę Kenesaw Mountain Landis Memorial Baseball Award, na cześć pierwszego komisarza ligi, który pełnił tę funkcję od 1920 do swojej śmierci 25 listopada 1944 roku.
Głosowanie przeprowadzane jest po zakończeniu sezonu zasadniczego, ale nie jest ujawniane do momentu zakończenia World Series. Początkowo udział brał w nim jeden dziennikarz, zaś od 1938 trzech z każdego miasta, posiadającego drużynę baseballową. W 1961 liczbę zredukowano do dwóch.
Biorąc pod uwagę liczbę nagród ze względu na pozycję, najwięcej przyznano pierwszobazowym (34). Z 25 nagrodzonych miotaczy, 15 było praworęcznych, zaś 10 leworęcznych. Walter Johnson, Carl Hubbell i Hal Newhouser są jedynymi na tej pozycji, którzy otrzymali tę nagrodę kilkakrotnie; Newhouser zdobył ja dwa razy z rzędu w 1944 i 1945 roku.
Hank Greenberg, Stan Musial, Alex Rodriguez i Robin Yount byli wybierani MVP na dwóch różnych pozycjach, przy czym Rodriguez jest jedynym, który otrzymał tę nagrodę, grając w dwóch różnych klubach. Najwięcej razy nagrodzono Barry’ego Bondsa, siedmiokrotnie, w tym cztery razy z rzędu w latach 2001–2004 jednak pierwszym zawodnikiem, który zdobył tę nagrodę trzykrotnie był Jimmie Foxx; w sumie trzy razy nagrodzono dziewięciu graczy, zaś dwa razy dziewiętnastu. Frank Robinson jest jedynym, który został najbardziej wartościowym zawodnikiem w obydwu ligach.
W 1979 nagrodzono dwóch zawodników, gdyż Keith Hernandez i Willie Stargell otrzymali taką samą liczbę głosów. 17 razy wybierano zawodników jednogłośnie. Najwięcej zawodników (dwudziestu dwóch), którzy zostali uhonorowani tą nagrodą pochodzi z New York Yankees, graczy St. Louis Cardinals wyróżniano 17-krotnie. Nagrody nigdy nie otrzymał zawodnik klubu Arizona Diamondbacks, New York Mets i Tampa Bay Rays.

## Chalmers Award (1911–1914)

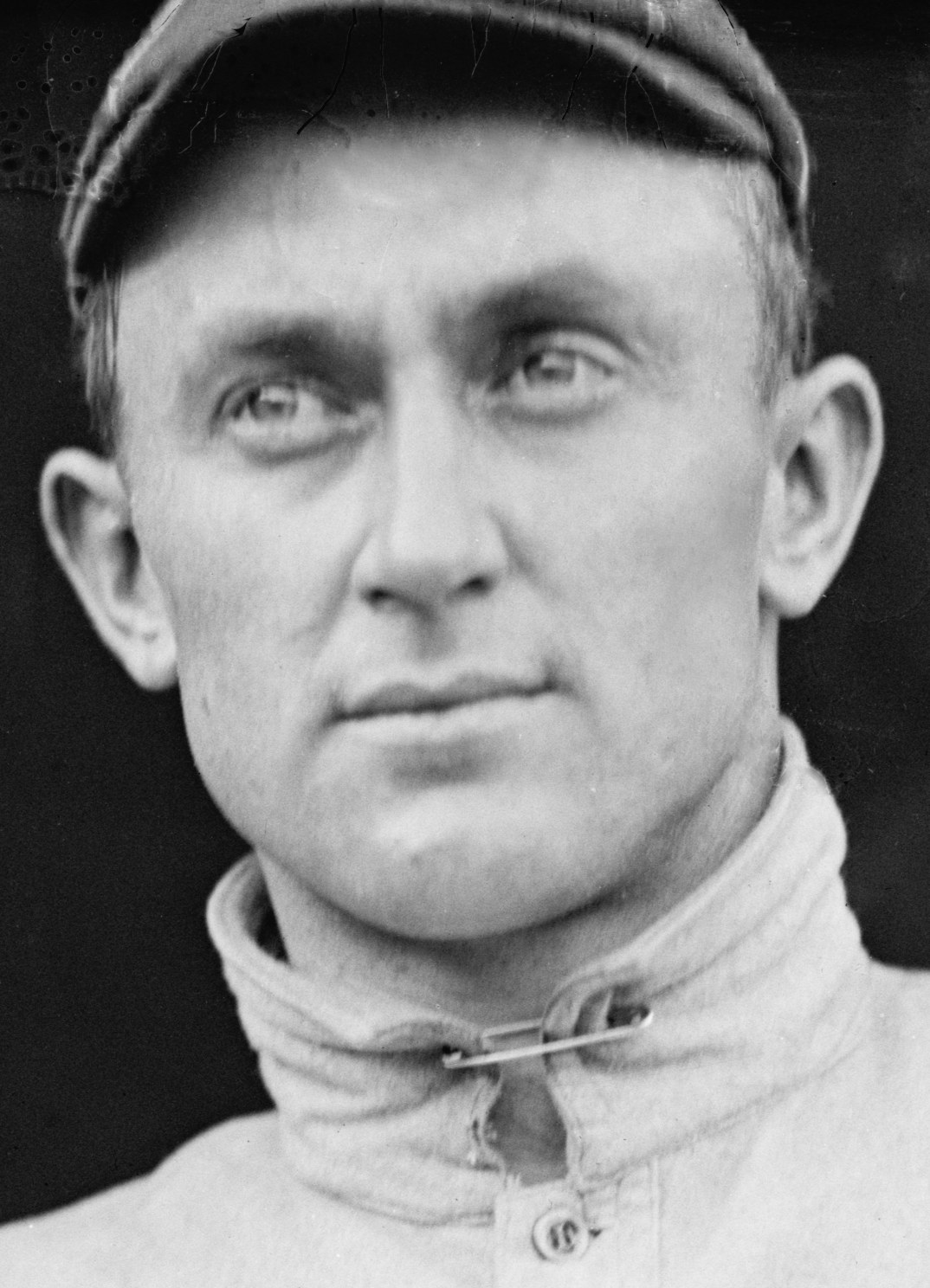
Ty Cobb – pierwszy zwycięzca Chalmers Award.

W 1910 roku Hugh Chalmers, założyciel Chalmers Motor Car Company ogłosił, że ufunduje nagrodę w postaci nowego modelu automobilu dla baseballisty, który osiągnie najlepszą średnią uderzeń na koniec sezonu. W ostatni dzień jego rozgrywek szansę na nią miało dwóch zawodników: Ty Cobb z Detroit Tigers i Nap Lajoie z Cleveland Indians. Cobb prowadził o kilka punktów procentowych (0,383), jednak nie wystąpił w dwóch ostatnich meczach. Lajoie zaś zagrał w obydwu spotkaniach doubleheader przeciwko St. Louis Browns, zaliczając osiem odbić na dziewięć podejść (w tym sześć buntów) i wyprzedził Cobba w klasyfikacji (0,384). Prezydent ligi Ban Johnson oznajmił, że mimo wszystko to Cobb został zwycięzcą, jednak Chalmers postanowił, iż nagrodę otrzymają obydwaj zawodnicy.
W 1911 Chalmers utworzył nową nagrodę Chalmers Award. Zarząd Ligi ustalił, że trafi ona do „najważniejszego i najbardziej przydatnego baseballisty dla klubu i dla ligi”. Nie stała się jednak popularna i zaprzestano jej kontynuacji.
| Rok  | Zwycięzca w American League | Klub                   | Pozycja | Zwycięzca w National League | Klub             | Pozycja | Źródło |
| ---- | --------------------------- | ---------------------- | ------- | --------------------------- | ---------------- | ------- | ------ |
| 1911 | Ty Cobb *#                  | Detroit Tigers         | OF      | Frank Schulte               | Chicago Cubs     | OF      | [ 9 ]  |
| 1912 | Tris Speaker *              | Boston Red Sox         | OF      | Larry Doyle                 | New York Giants  | 2B      | [ 10 ] |
| 1913 | Walter Johnson *            | Washington Senators    | RHP     | Jake Daubert                | Brooklyn Dodgers | 1B      | [ 11 ] |
| 1914 | Eddie Collins *             | Philadelphia Athletics | 2B      | Johnny Evers *              | Boston Braves    | 2B      | [ 12 ] |

Legenda z objaśnieniem użytych w tabelach symboli i skrótów znajduje się na końcu artykułu.

## MVP w latach (1922–1929)

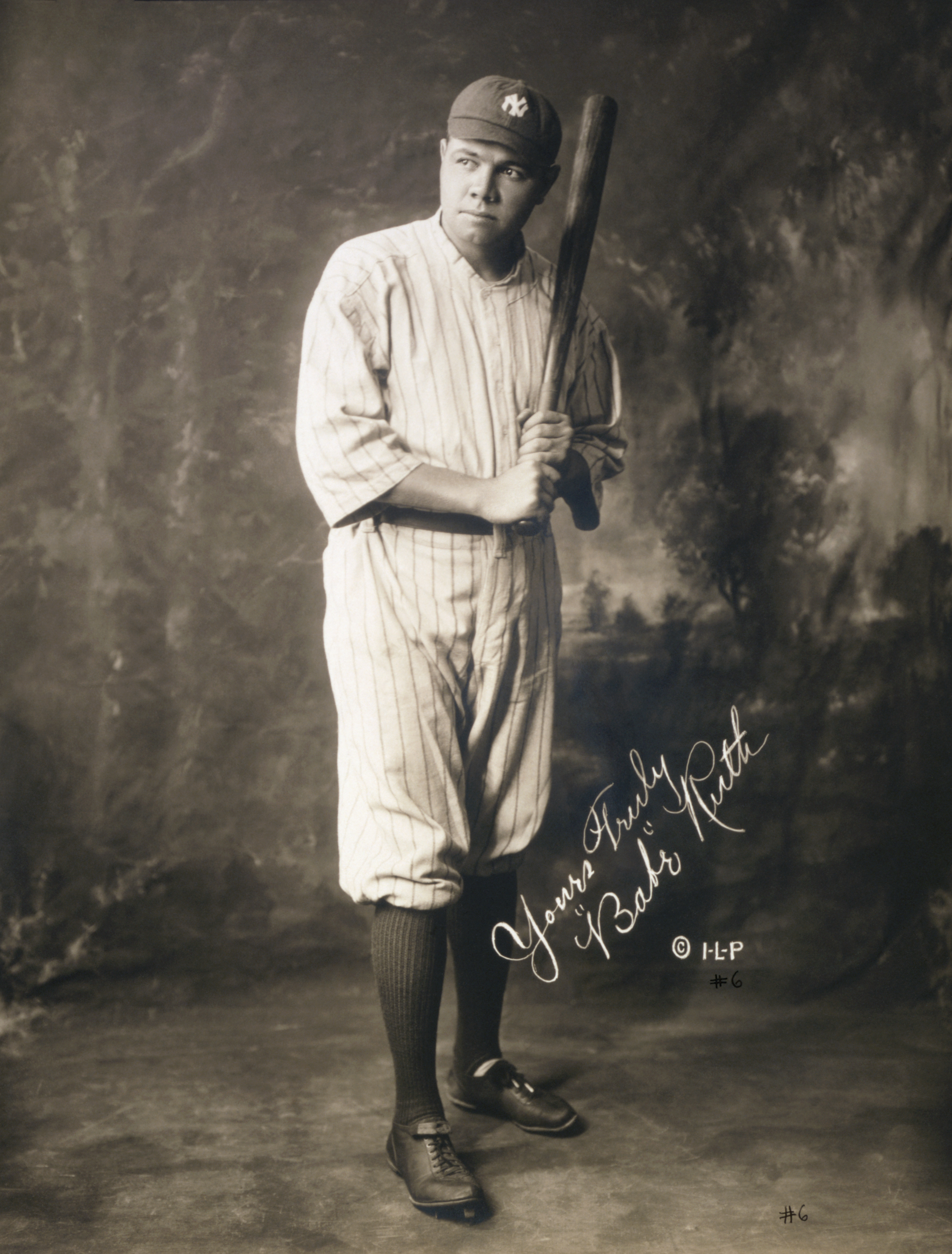
Babe Ruth został najbardziej wartościowym zawodnikiem w 1923 i według zasad nie mógł nim być po raz drugi.

W 1922 roku American League ufundowała nową nagrodę, dla zawodnika „najbardziej wszechstronnego w swoim klubie”. Zwycięzcy wybierani byli poprzez głosowanie, w którym udział brało ośmiu dziennikarzy baseballowych pod przewodnictwem Jamesa Crusinberry’ego. Głosujący wybierali po jednym zawodniku z każdej drużyny. Najbardziej wartościowi baseballiści otrzymywali nagrodę pieniężną oraz medal z brązu. W American League zawodnicy mogli ją otrzymać tylko raz, jednak w 1928 zrezygnowano z jej przyznawania. W National League miało to miejsce rok później.
| Rok  | Zwycięzca w American League | Klub                   | Pozycja | Zwycięzca w National League | Klub                | Pozycja | Źródło |
| ---- | --------------------------- | ---------------------- | ------- | --------------------------- | ------------------- | ------- | ------ |
| 1922 | George Sisler *             | St. Louis Browns       | 1B      | –                           | –                   | –       | [ 14 ] |
| 1923 | Babe Ruth *#                | New York Yankees       | OF      | –                           | –                   | –       | [ 15 ] |
| 1924 | Walter Johnson * (2)        | Washington Senators    | RHP     | Dazzy Vance *               | Brooklyn Robins     | RHP     | [ 16 ] |
| 1925 | Roger Peckinpaugh           | Washington Senators    | SS      | Rogers Hornsby *            | St. Louis Cardinals | 2B      | [ 17 ] |
| 1926 | George Burns                | Cleveland Indians      | 1B      | Bob O’Farrell               | St. Louis Cardinals | C       | [ 18 ] |
| 1927 | Lou Gehrig *                | New York Yankees       | 1B      | Paul Waner *                | Pittsburgh Pirates  | OF      | [ 19 ] |
| 1928 | Mickey Cochrane *           | Philadelphia Athletics | C       | Jim Bottomley *             | St. Louis Cardinals | 2B      | [ 20 ] |
| 1929 | –                           | –                      | –       | Rogers Hornsby * (2)        | Chicago Cubs        | 2B      | [ 21 ] |

## Baseball Writers Association of America’s Most Valuable Player (od 1931)
Zrzeszenie dziennikarzy baseballowych (BBWAA) utworzyło nową nagrodę, która jest przyznawana do dziś (po raz pierwszy w 1931 roku). Jeden dziennikarz z każdego miasta posiadającego klub wybierał 10 zawodników, z których pierwszy otrzymywał 10 punktów, a ostatni jeden. W 1938 zwiększono liczbę głosujących dziennikarzy do trzech, a za pierwsze miejsce przyznawano 14 punktów. Od 1961 roku w głosowaniu bierze udział dwóch dziennikarzy.

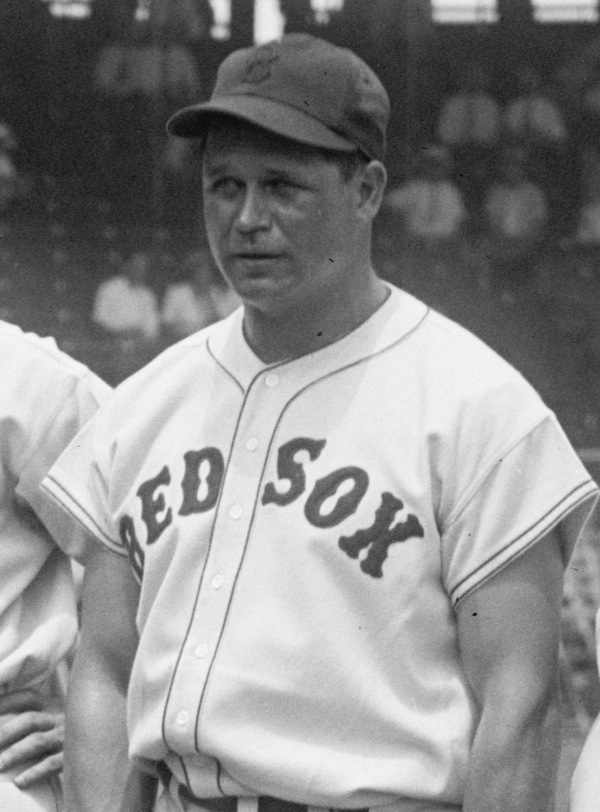
Jimmie Foxx był pierwszym, który został MVP trzykrotnie.

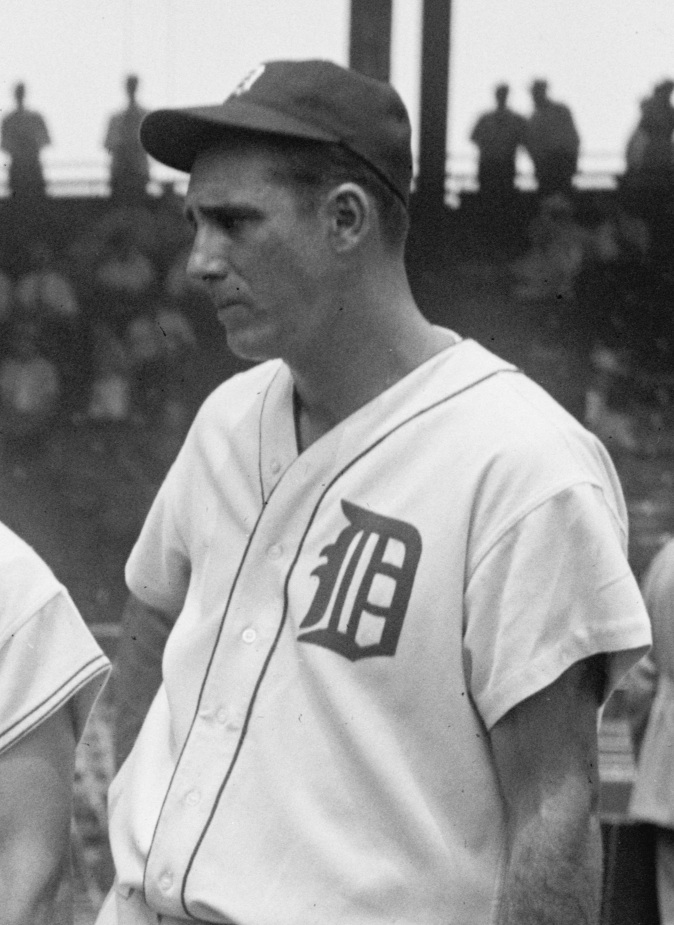
Hank Greenberg – dwukrotny MVP i członek Galerii Sław Baseballi.

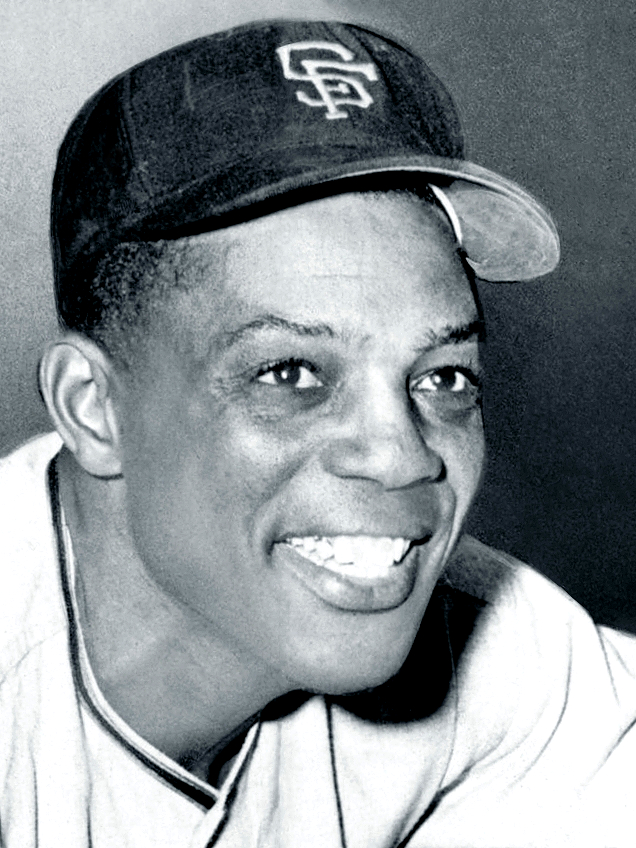
Willie Mays – dwukrotny MVP w tej samej drużynie, ale w dwóch różnych miastach.

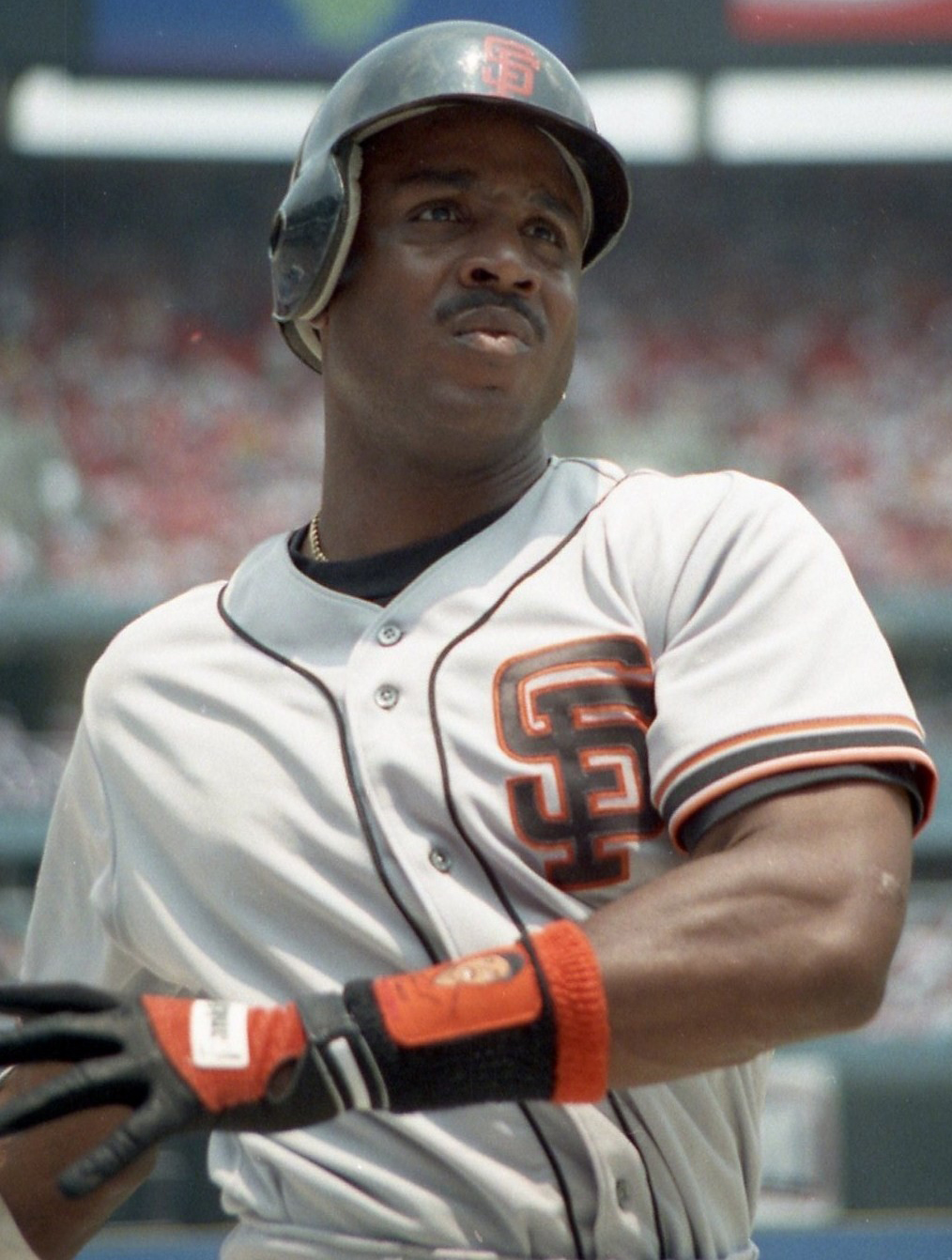
Barry Bonds zostawał MVP siedem razy – najwięcej w historii MLB.

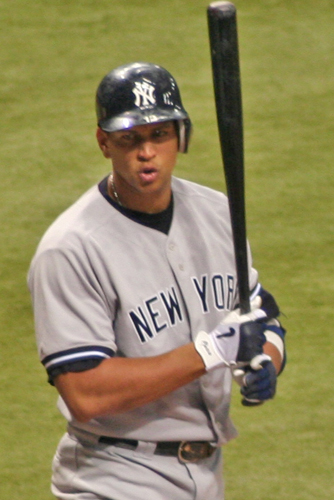
Alex Rodriguez zostawał MVP w dwóch różnych klubach, na dwóch różnych pozycjach.

Albert Pujols – trzykrotny MVP.

| Rok  | MVP American League    | Klub                          | Pozycja | MVP National League   | Klub                  | Pozycja | Źródło          |
| ---- | ---------------------- | ----------------------------- | ------- | --------------------- | --------------------- | ------- | --------------- |
| 1931 | Lefty Grove *          | Philadelphia Athletics        | LHP     | Frankie Frisch *      | St. Louis Cardinals   | 2B      | [ 22 ]          |
| 1932 | Jimmie Foxx *          | Philadelphia Athletics        | 1B      | Chuck Klein *         | Philadelphia Phillies | OF      | [ 23 ]          |
| 1933 | Jimmie Foxx * (2)      | Philadelphia Athletics        | 1B      | Carl Hubbell *        | New York Giants       | LHP     | [ 24 ]          |
| 1934 | Mickey Cochrane * (2)  | Detroit Tigers                | C       | Dizzy Dean *          | St. Louis Cardinals   | RHP     | [ 25 ]          |
| 1935 | Hank Greenberg *#      | Detroit Tigers                | 1B      | Gabby Hartnett *      | Chicago Cubs          | C       | [ 26 ]          |
| 1936 | Lou Gehrig * (2)       | New York Yankees              | 1B      | Carl Hubbell *# (2)   | New York Giants       | LHP     | [ 27 ]          |
| 1937 | Charlie Gehringer *    | Detroit Tigers                | 2B      | Joe Medwick *         | St. Louis Cardinals   | OF      | [ 28 ]          |
| 1938 | Jimmie Foxx * (3)      | Boston Red Sox                | 1B      | Ernie Lombardi *      | Cincinnati Reds       | C       | [ 29 ]          |
| 1939 | Joe DiMaggio *         | New York Yankees              | OF      | Bucky Walters         | Cincinnati Reds       | RHP     | [ 30 ]          |
| 1940 | Hank Greenberg * (2)   | Detroit Tigers                | OF      | Frank McCormick       | Cincinnati Reds       | 1B      | [ 31 ]          |
| 1941 | Joe DiMaggio * (2)     | New York Yankees              | OF      | Dolph Camilli         | Brooklyn Dodgers      | 1B      | [ 32 ]          |
| 1942 | Joe Gordon *           | New York Yankees              | 2B      | Mort Cooper           | St. Louis Cardinals   | RHP     | [ 33 ]          |
| 1943 | Spud Chandler          | New York Yankees              | RHP     | Stan Musial *         | St. Louis Cardinals   | OF      | [ 34 ]          |
| 1944 | Hal Newhouser *        | Detroit Tigers                | LHP     | Marty Marion          | St. Louis Cardinals   | SS      | [ 35 ]          |
| 1945 | Hal Newhouser * (2)    | Detroit Tigers                | LHP     | Phil Cavarretta       | Chicago Cubs          | 1B      | [ 36 ]          |
| 1946 | Ted Williams *         | Boston Red Sox                | OF      | Stan Musial * (2)     | St. Louis Cardinals   | 1B      | [ 37 ]          |
| 1947 | Joe DiMaggio * (3)     | New York Yankees              | OF      | Bob Elliott           | Boston Braves         | 3B      | [ 38 ]          |
| 1948 | Lou Boudreau *         | Cleveland Indians             | SS      | Stan Musial * (3)     | St. Louis Cardinals   | OF      | [ 39 ]          |
| 1949 | Ted Williams * (2)     | Boston Red Sox                | OF      | Jackie Robinson *     | Brooklyn Dodgers      | 2B      | [ 40 ]          |
| 1950 | Phil Rizzuto *         | New York Yankees              | SS      | Jim Konstanty         | Philadelphia Phillies | RHP     | [ 41 ]          |
| 1951 | Yogi Berra *           | New York Yankees              | C       | Roy Campanella *      | Brooklyn Dodgers      | C       | [ 42 ]          |
| 1952 | Bobby Shantz           | Philadelphia Athletics        | LHP     | Hank Sauer            | Chicago Cubs          | OF      | [ 43 ]          |
| 1953 | Al Rosen #             | Cleveland Indians             | 3B      | Roy Campanella * (2)  | Brooklyn Dodgers      | C       | [ 44 ]          |
| 1954 | Yogi Berra * (2)       | New York Yankees              | C       | Willie Mays *         | New York Giants       | OF      | [ 45 ]          |
| 1955 | Yogi Berra * (3)       | New York Yankees              | C       | Roy Campanella * (3)  | Brooklyn Dodgers      | C       | [ 46 ]          |
| 1956 | Mickey Mantle *#       | New York Yankees              | OF      | Don Newcombe          | Brooklyn Dodgers      | RHP     | [ 47 ]          |
| 1957 | Mickey Mantle * (2)    | New York Yankees              | OF      | Hank Aaron *          | Milwaukee Braves      | OF      | [ 48 ]          |
| 1958 | Jackie Jensen          | Boston Red Sox                | OF      | Ernie Banks *         | Chicago Cubs          | SS      | [ 49 ]          |
| 1959 | Nellie Fox *           | Chicago White Sox             | 2B      | Ernie Banks * (2)     | Chicago Cubs          | SS      | [ 50 ]          |
| 1960 | Roger Maris            | New York Yankees              | OF      | Dick Groat            | Pittsburgh Pirates    | SS      | [ 51 ]          |
| 1961 | Roger Maris (2)        | New York Yankees              | OF      | Frank Robinson *#     | Cincinnati Reds       | OF      | [ 52 ]          |
| 1962 | Mickey Mantle * (3)    | New York Yankees              | OF      | Maury Wills           | Los Angeles Dodgers   | SS      | [ 53 ]          |
| 1963 | Elston Howard          | New York Yankees              | C       | Sandy Koufax *        | Los Angeles Dodgers   | LHP     | [ 54 ]          |
| 1964 | Brooks Robinson *      | Baltimore Orioles             | 3B      | Ken Boyer             | St. Louis Cardinals   | 3B      | [ 55 ]          |
| 1965 | Zoilo Versalles        | Minnesota Twins               | SS      | Willie Mays * (2)     | San Francisco Giants  | OF      | [ 56 ]          |
| 1966 | Frank Robinson *# (2)  | Baltimore Orioles             | OF      | Roberto Clemente *    | Pittsburgh Pirates    | OF      | [ 57 ]          |
| 1967 | Carl Yastrzemski *     | Boston Red Sox                | OF      | Orlando Cepeda *#     | St. Louis Cardinals   | 1B      | [ 58 ]          |
| 1968 | Denny McLain #         | Detroit Tigers                | RHP     | Bob Gibson *          | St. Louis Cardinals   | RHP     | [ 59 ]          |
| 1969 | Harmon Killebrew *     | Minnesota Twins               | 3B      | Willie McCovey *      | San Francisco Giants  | 1B      | [ 60 ]          |
| 1970 | Boog Powell            | Baltimore Orioles             | 1B      | Johnny Bench *        | Cincinnati Reds       | C       | [ 61 ]          |
| 1971 | Vida Blue              | Oakland Athletics             | LHP     | Joe Torre             | St. Louis Cardinals   | 3B      | [ 62 ]          |
| 1972 | Dick Allen             | Chicago White Sox             | 1B      | Johnny Bench * (2)    | Cincinnati Reds       | C       | [ 63 ]          |
| 1973 | Reggie Jackson *#      | Oakland Athletics             | OF      | Pete Rose             | Cincinnati Reds       | OF      | [ 64 ]          |
| 1974 | Jeff Burroughs         | Texas Rangers                 | OF      | Steve Garvey          | Los Angeles Dodgers   | 1B      | [ 65 ]          |
| 1975 | Fred Lynn              | Boston Red Sox                | OF      | Joe Morgan *          | Cincinnati Reds       | 2B      | [ 66 ]          |
| 1976 | Thurman Munson         | New York Yankees              | C       | Joe Morgan * (2)      | Cincinnati Reds       | 2B      | [ 67 ]          |
| 1977 | Rod Carew *            | Minnesota Twins               | 1B      | George Foster         | Cincinnati Reds       | OF      | [ 68 ]          |
| 1978 | Jim Rice *             | Boston Red Sox                | OF      | Dave Parker           | Pittsburgh Pirates    | OF      | [ 69 ]          |
| 1979 | Don Baylor             | California Angels             | DH      | Keith Hernandez       | St. Louis Cardinals   | 1B      | [ 7 ]           |
| 1979 | –                      | –                             | –       | Willie Stargell *     | Pittsburgh Pirates    | 1B      | [ 7 ]           |
| 1980 | George Brett *         | Kansas City Royals            | 3B      | Mike Schmidt *#       | Philadelphia Phillies | 3B      | [ 71 ]          |
| 1981 | Rollie Fingers *       | Milwaukee Brewers             | RHP     | Mike Schmidt * (2)    | Philadelphia Phillies | 3B      | [ 72 ]          |
| 1982 | Robin Yount *          | Milwaukee Brewers             | SS      | Dale Murphy           | Atlanta Braves        | OF      | [ 73 ]          |
| 1983 | Cal Ripken Jr. *       | Baltimore Orioles             | SS      | Dale Murphy (2)       | Atlanta Braves        | OF      | [ 74 ]          |
| 1984 | Willie Hernández       | Detroit Tigers                | LHP     | Ryne Sandberg *       | Chicago Cubs          | 2B      | [ 75 ]          |
| 1985 | Don Mattingly          | New York Yankees              | 1B      | Willie McGee          | St. Louis Cardinals   | OF      | [ 76 ]          |
| 1986 | Roger Clemens          | Boston Red Sox                | RHP     | Mike Schmidt * (3)    | Philadelphia Phillies | 3B      | [ 77 ]          |
| 1987 | George Bell            | Toronto Blue Jays             | OF      | Andre Dawson *        | Chicago Cubs          | OF      | [ 78 ]          |
| 1988 | José Canseco #         | Oakland Athletics             | OF      | Kirk Gibson           | Los Angeles Dodgers   | OF      | [ 79 ]          |
| 1989 | Robin Yount * (2)      | Milwaukee Brewers             | OF      | Kevin Mitchell        | San Francisco Giants  | OF      | [ 80 ]          |
| 1990 | Rickey Henderson *     | Oakland Athletics             | OF      | Barry Bonds           | Pittsburgh Pirates    | OF      | [ 81 ]          |
| 1991 | Cal Ripken Jr. * (2)   | Baltimore Orioles             | SS      | Terry Pendleton       | Atlanta Braves        | 3B      | [ 82 ]          |
| 1992 | Dennis Eckersley *     | Oakland Athletics             | RHP     | Barry Bonds (2)       | Pittsburgh Pirates    | OF      | [ 83 ]          |
| 1993 | Frank Thomas *#        | Chicago White Sox             | 1B      | Barry Bonds (3)       | San Francisco Giants  | OF      | [ 84 ]          |
| 1994 | Frank Thomas *(2)      | Chicago White Sox             | 1B      | Jeff Bagwell *#       | Houston Astros        | 1B      | [ 85 ]          |
| 1995 | Mo Vaughn              | Boston Red Sox                | 1B      | Barry Larkin *        | Cincinnati Reds       | SS      | [ 86 ]          |
| 1996 | Juan González          | Texas Rangers                 | OF      | Ken Caminiti #        | San Diego Padres      | 3B      | [ 87 ]          |
| 1997 | Ken Griffey Jr. *#     | Seattle Mariners              | OF      | Larry Walker          | Colorado Rockies      | OF      | [ 88 ]          |
| 1998 | Juan González (2)      | Texas Rangers                 | OF      | Sammy Sosa            | Chicago Cubs          | OF      | [ 89 ]          |
| 1999 | Iván Rodríguez *       | Texas Rangers                 | C       | Chipper Jones *       | Atlanta Braves        | 3B      | [ 90 ]          |
| 2000 | Jason Giambi           | Oakland Athletics             | 1B      | Jeff Kent             | San Francisco Giants  | 2B      | [ 91 ]          |
| 2001 | Ichirō Suzuki          | Seattle Mariners              | OF      | Barry Bonds (4)       | San Francisco Giants  | OF      | [ 92 ] [ 93 ]   |
| 2002 | Miguel Tejada          | Oakland Athletics             | SS      | Barry Bonds # (5)     | San Francisco Giants  | OF      | [ 94 ]          |
| 2003 | Alex Rodriguez         | Texas Rangers                 | SS      | Barry Bonds (6)       | San Francisco Giants  | OF      | [ 95 ]          |
| 2004 | Vladimir Guerrero *    | Anaheim Angels                | OF      | Barry Bonds (7)       | San Francisco Giants  | OF      | [ 96 ]          |
| 2005 | Alex Rodriguez (2)     | New York Yankees              | 3B      | Albert Pujols         | St. Louis Cardinals   | 1B      | [ 97 ]          |
| 2006 | Justin Morneau         | Minnesota Twins               | 1B      | Ryan Howard           | Philadelphia Phillies | 1B      | [ 98 ]          |
| 2007 | Alex Rodriguez (3)     | New York Yankees              | 3B      | Jimmy Rollins         | Philadelphia Phillies | SS      | [ 99 ]          |
| 2008 | Dustin Pedroia         | Boston Red Sox                | 2B      | Albert Pujols (2)     | St. Louis Cardinals   | 1B      | [ 100 ]         |
| 2009 | Joe Mauer              | Minnesota Twins               | C       | Albert Pujols # (3)   | St. Louis Cardinals   | 1B      | [ 93 ] [ 101 ]  |
| 2010 | Josh Hamilton          | Texas Rangers                 | OF      | Joey Votto ***        | Cincinnati Reds       | 1B      | [ 102 ] [ 103 ] |
| 2011 | Justin Verlander ***   | Detroit Tigers                | RHP     | Ryan Braun            | Milwaukee Brewers     | OF      | [ 104 ] [ 105 ] |
| 2012 | Miguel Cabrera ***     | Detroit Tigers                | 3B      | Buster Posey          | San Francisco Giants  | C       | [ 106 ] [ 107 ] |
| 2013 | Miguel Cabrera *** (2) | Detroit Tigers                | 3B      | Andrew McCutchen ***  | Pittsburgh Pirates    | OF      | [ 108 ] [ 109 ] |
| 2014 | Mike Trout ***#        | Los Angeles Angels of Anaheim | OF      | Clayton Kershaw ***   | Los Angeles Dodgers   | LHP     | [ 110 ]         |
| 2015 | Josh Donaldson ***     | Toronto Blue Jays             | 3B      | Bryce Harper ***#     | Washington Nationals  | OF      | [ 111 ]         |
| 2016 | Mike Trout *** (2)     | Los Angeles Angels of Anaheim | OF      | Kris Bryant ***       | Chicago Cubs          | 3B/OF   | [ 112 ]         |
| 2017 | José Altuve ***        | Houston Astros                | 2B      | Giancarlo Stanton *** | Miami Marlins         | OF      | [ 113 ]         |
| 2018 | Mookie Betts ***       | Boston Red Sox                | OF      | Christian Yelich ***  | Milwaukee Brewers     | OF      | [ 114 ]         |
| 2019 | Mike Trout *** (3)     | Los Angeles Angels of Anaheim | OF      | Cody Bellinger ***    | Los Angeles Dodgers   | OF      | [ 115 ] [ 116 ] |
| 2020 | José Abreu ***         | Chicago White Sox             | 1B      | Freddie Freeman ***   | Atlanta Braves        | 1B      | [ 117 ] [ 118 ] |
| 2021 | Shōhei Ōtani ***#      | Los Angeles Angels            | RHP/DH  | Bryce Harper ***(2)   | Philadelphia Phillies | OF      | [ 119 ]         |
| 2022 | Aaron Judge ***        | New York Yankees              | OF      | Paul Goldschmidt ***  | St. Louis Cardinals   | 1B      | [ 120 ] [ 121 ] |
| 2023 | Shōhei Ōtani ***# (2)  | Los Angeles Angels            | RHP/DH  | Ronald Acuña Jr. ***# | Atlanta Braves        | OF      | [ 122 ]         |

### Legenda
| *            | Członek Galerii Sław                          |
| ***          | Zawodnik aktywny                              |
| #            | Wybór jednogłośny                             |
| Zawodnik (X) | Nazwisko zawodnika (x – wybór kolejny)        |
| P            | Miotacz (RHP – praworęczny; LHP – leworęczny) |
| C            | Łapacz                                        |
| 1B           | Pierwszobazowy                                |
| 2B           | Drugobazowy                                   |
| 3B           | Trzeciobazowy                                 |
| SS           | Łącznik                                       |
| OF           | Zapolowy                                      |
| DH           | Designated hitter                             |

## Trofeum
Trofeum dla najbardziej wartościowego zawodnika jest w kształcie koła w kolorze czarnym, zrobionym z drewna, z ośmiokątną srebrną płytą, zawierającą podobiznę pierwszego komisarza ligi Kensawa Mountaina Landisa, wraz z okresem pełnienia tej funkcji. Ponadto na trofeum wyryta jest jego nazwa (Most Valuable Player National League lub Most Valuable Player American League), nazwisko zawodnika, który otrzymał nagrodę, klub, w którym występował i rok jej przyznania.